# Ingram (Wisconsin)
Pour les articles homonymes, voir Ingram.
Ingram est un village du comté de Rusk, dans l'État du Wisconsin, aux États-Unis. En 2020, il comptait une population de 70 habitants.